# Міжнародний науково-технічний університет імені академіка Юрія Бугая
Заклад вищої освіти “Міжнародний науково-технічний університет імені академіка Юрія Бугая” (ЗВО “МНТУ”) — вищий навчальний заклад, приватної форми власності. На сьогоднішній момент має 30 років досвіду, понад 5000 студентів, більше 40 000 випускників та понад 400 нагород і перемог.
Носить ім'я свого першого президента — Юрія Бугая.

## Історія
Заснований у 1993 році Національним технічним університет України «Київський політехнічний інститут», Інститутом кібернетики імені В. М. Глушкова НАН України та корпорацією IBM (США).

## Структура
Університет є багатогалузевим навчально-науковим комплексом, який готує фахівців економічного, юридичного, технічного та філологічного напрямів. До складу ЗВО “МНТУ” входять також такі наукові підрозділи як НДІ нафтогазових інноваційних технологій та Міжнародний центр підприємництва і менеджменту.

## Навчання в МНТУ
- Фаховий коледж ЗВО “МНТУ”: фаховий молодший бакалавр;
- Університет: бакалавр, магістр;
- Аспірантура;
- Докторантура.

Форми навчання: очна; заочна; дистанційна.
Типи освітньо-кваліфікаційних рівнів: фаховий молодший бакалавр; бакалавр; магістр.

## Спеціальності
- Інженерія програмного забезпечення;
- Комп'ютерні науки;
- Електронні комунікації та радіотехніка;
- Нафтогазова інженерія та технології;
- Терапія та реабілітація;
- Публічне управління та адміністрування;
- Право;
- Психологія;
- Менеджмент;
- Маркетинг;

### Підрозділи
- Донбаський інститут техніки і менеджменту МНТУ — рік створення 1995, перший прийом був зроблений у 1995 році.
- Луцький біотехнічний інститут МНТУ — рік створення 1996 р., перший набір зроблено в 1996 р.
- Чернігівський інститут інформації, бізнесу і права МНТУ — рік створення 1999, перший набір зроблено в 1999 році.
- Полтавський інститут бізнесу МНТУ — рік створення 1999, перший набір зроблено в 1999 році.

## МНТУ30
23-24 травня 2023 року заклад вищої освіти “Міжнародний науково-технічний університет імені академіка Юрія Бугая” до свого 30-річчя провів міжнародну науково-практичну конференцію «Стійкість освіти і науки в умовах трансформації» («Sustainability of education and science in the context of transformation»).
Головним тематичним спрямуванням конференції були:
- Тенденції розвитку суспільно-гуманітарних наук в умовах сучасних викликів;
- Психологічна освіта та практика як запорука стійкості населення в мінливих умовах;
- Цифровізація сучасного освітньо-наукового простору (під егідою кафедри ЮНЕСКО «Інформаційні та комунікаційні технології в освіті»);
- Технології цифрового розвитку;
- Правове забезпечення суспільних відносин в Україні в умовах глобальних викликів сучасності;
- Сучасні реабілітаційні технології осіб різних нозологічних груп;
- Тенденції та пріоритети розвитку публічного управління;
- Підвищення ефективності економічних систем на різних рівнях функціонування;
- Трансформація технологій управління в мінливих безпекових умовах.

Співорганізаторами конференції виступили: 
1. Міністерство освіти і науки України, м. Київ, Україна;
2. Заклад вищої освіти «Міжнародний науково-технічний університет імені академіка Юрія Бугая», м. Київ, Україна;
3. Державна наукова установа «Інститут модернізації змісту освіти», м. Київ, Україна;
4. Інститут електродинаміки Національної академії наук України, м. Київ, Україна;
5. Університет політичних і економічних європейських знань «К. СТЕРІ», м. Кишинів, Молдова;
6. Американський університет Молдови, м. Кишинів, Молдова;
7. Королівський технологічний інститут, м. Стокгольм, Швеція;
8. Вища школа менеджменту та інформаційних систем, м. Рига, Латвія;
9. Талліннський технічний університет, кафедра права, м. Таллінн, Естонія;
10. Кафедра ЮНЕСКО «Інформаційні та комунікаційні технології в освіті», МНТУ.

## Співпраця
Міжнародний науково-технічний університет імені академіка Юрія Бугая веде активну діяльність у різних освітніх ініціативах на міжнародному рівні. 

### Програма подвійних дипломів
Партнерами є провідні університети Східної Європи, серед яких Вища школа менеджменту інформаційних систем ISMA (Рига, Латвія), Університет політичних та економічних європейських знань імені «Константина Стере» ( USPEE «C. Stere»), Університет економіки та гуманітарних наук (Бельско-Бяла, Польща), Верхньосілезька вища торгівельна школа (ВВТШ, Катовіце, Польща), Балтійська Міжнародна Академія (Рига, Латвія), Батумський інститут економічних дослідження (Батумі, Грузія), Європейський соціально-технічний університет (Радом, Польща), Коледж прикладних гуманітарних технологій (Мохаук, Канада), Батумський навчальний університет навігації (Батумі, Грузія), Університет прикладних наук Оулу (Фінляндія), Інститут математики та інформатики Болгарської академії наук (Софія, Болгарія).

### Еразмус+ 2021-2027
Програма, що працюватиме над розвитком співпраці, якості, інклюзії, креативності та інновацій на рівні організацій і впровадження стратегій у сфері освіти, професійного розвитку, молоді та спорту. 
Також програма сприятиме:
- академічній мобільності у сфері освіти та професійного розвитку,
- неформальній та інформальній навчальній мобільності у сфері молоді
- навчальній мобільності персоналу сфери спорту.

Крім цього, Еразмус+ на 2021-2027 рр. підтримуватиме викладання, навчання та проведення досліджень з питань європейської інтеграції.

### Erasmus+ HRLAW
Головна мета HRLaw — підтримка України і Молдови у подоланні викликів, пов’язаних із впровадженням Європейської політики та міжнародних стандартів у сфері захисту прав людини за рахунок створення потенціалу та розробки відповідного інструментарію. 

### Tempus
Освітня програма ЄС, що з 1990 року працює над модернізацією вищої освіти та створює простір для співпраці між країнами-партнерами ЄС через університетські проєкти. 
Також програма спрямована на добровільне наближення систем вищої освіти в країнах-партнерах до здобутків розвитку вищої освіти в державах-членах ЄС. Додатково просуває підхід міжлюдської співпраці (people to people approach). 
Тempus передувала Erasmus+ до 2014 року.

## UNICITIES від Еразмус+
Проект UniCities покликаний розкрити трансформативний потенціал українських університетів як каталізаторів і прискорювачів системних змін у містах у напрямку сталості, стійкості та кліматичної нейтральності. 
UniCities забезпечує три стовпи трансформації:
1. інновації в освіті, де нові міждисциплінарні та орієнтовані на виклики навчальні заходи сприятимуть культурі спільної роботи між університетами-партнерами;
2. структурні інновації, де центри колаборації між університетами та містом будуть створені в чотирьох українських університетах як інноваційні посередники для екосистем багатьох зацікавлених сторін, які посилять системні інновації, розподілене навчання та лідерство; та
3. спільне портфоліо партнерства багатьох зацікавлених сторін між українськими університетами та громадськими партнерами проекту для створення впливу, орієнтованого на пом’якшення наслідків змін клімату та адаптації суспільства до них.

У довгостроковій перспективі проєкт стане точкою відліку, надихне на нову співпрацю між університетами та містами в Україні та Європі, послужить джерелом інформації для дискусій у світовому секторі вищої освіти щодо трансформативної ролі університетів до розбудови кліматично нейтральних та сталих міст.

### Бекграунд
Проєкт базується на досвіді ефективних багатосторонніх ініціатив Viable Cities (KTH, Швеція) та citiES2030 (UPM, Мадридська політехніка, Іспанія) та досвіді партнерства чотирьох українських університетів, що охоплюють взаємодоповнюючі галузі освіти та досліджень (КПІ, Чернігівська політехніка, МНТУ та Національний юридичний університет Я. Мудрого), а також громадських партнерів (Асоціація міст України, ГО CANaction, Асоціація інженерів сталих енергетичних технологій України та інші), та Українського науково-дослідного гідрометеорологічного інституту, з фокусом на кліматі та навколишньому середовищі.

## Кафедра Unesco
Кафедру ЮНЕСКО з Інформаційних та комунікаційних технологій в освіті було створено в 1995 році через підписання угоди між ЮНЕСКО та МНТУ. Це була перша Кафедра ЮНЕСКО, яка розпочала свою діяльність на освітніх теренах України.
Кафедра є навчально-науковим підрозділом МНТУ та має міждисциплінарний профіль.
Її мета – дослідження та впровадження інноваційних інформаційних та комунікаційних технологій навчання в освітній процес та підвищення кваліфікації науково-педагогічного персоналу щодо використання цих технологій.
Кожного року Кафедра ЮНЕСКО організовує Всеукраїнську науково-практичну конференцію з міжнародною участю “Вища освіта України в контексті цивілізаційних змін та викликів: стан, проблеми, перспективи розвитку” та Всеукраїнську студентську науково-практичну конференцію “Вища освіта – студентська наука – сучасне суспільство: напрями розвитку”.

## Наукові журнали

### “Economic Synergy”
“Economic Synergy” є науковим журналом, що був заснований в червні 2021 року та в якому можуть публікуватися результати наукових пошуків у галузі економічних наук. 
Журнал видається безпосередньо Закладом вищої освіти «Міжнародний науково-технічний університет імені академіка Юрія Бугая» з періодичністю чотири рази на рік та представляє наукові матеріали, створені українською та англійською мовами. Редактором видання є Вероніка Юріївна Худолей.
Журнал “Economic Synergy” зареєстрований як фахове видання категорії "Б" та має такі спеціальності:
- 051 – Економіка; 073 – Менеджмент; 075 – Маркетинг (Наказ Міністерства освіти і науки України про затвердження рішень Атестаційної колегії №320 від 04.04.2022 року).
- 076 – Підприємництво та торгівля (Наказ Міністерства освіти і науки України про затвердження рішень Атестаційної колегії №491 від 27.04.2023 року).
- 281 – Публічне управління та адміністрування (Наказ Міністерства освіти і науки України про затвердження рішень Атестаційної колегії №768 від 20.06.2023 року).

"Economic Synergy" забезпечує негайний відкритий доступ до свого змісту за принципом, що надання вільного доступу до досліджень для громадськості підтримує більший глобальний обмін знаннями. 
Свідоцтво про реєстрацію: серія КВ № 24896-14836Р від 18 червня 2021 року.

### “IT Synergy”
“IT Synergy” – журнал, що виходить двічі на рік, матеріали подаються українською та англійською мовами. Це наукове видання України, у якому можуть публікуватися результати наукових пошуків у галузі інформаційних технологій, комп’ютерної інженерії та комп’ютерних наук.
Видання було засноване Закладом вищої освіти «Міжнародний науково-технічний університет імені академіка Юрія Бугая» у вересні 2021 року. 
Основними цілями журналу є опублікування результатів наукових пошуків у галузі інформаційних технологій, комп’ютерної інженерії та комп’ютерних наук, сприяння покращенню вітчизняного та міжнародного обміну науковою та технічною інформацією у зазначених вище галузях.
Головні спеціальності: 
- 121 – Інженерія програмного забезпечення;
- 122 – Комп'ютерні науки;
- 125 – Кібербезпека та захист інформації;
- 172 – Електронні комунікації та радіотехніка.

Свідоцтво про реєстрацію: серія КВ № 24967-14907Р від 20 вересня 2021 року.

## Наукова бібліотека ЗВО “МНТУ”
Наукова бібліотека забезпечує науковий та навчальний процеси університету, обслуговуючи понад тисячу користувачів. Це інформаційний, навчальний, науковий і культурно-освітній структурний підрозділ університету. Його метою є бібліотечний та інформаційно-бібліографічний супровід освітнього процесу, наукових досліджень за профілем університету.
Загальний бібліотечний фонд налічує близько 10 тисяч документів.

## Нагороди
Лауреат рейтингу «Найкращі підприємства України» в номінації Вища освіта (2003 р.)